# Hall of Fame des Billiard Congress of America
Die Aufnahme in die Hall of Fame des Billiard Congress of America ist eine Anerkennung für Billardspieler sowie Personen, die in großem Maße zur Entwicklung und Popularisierung des Billards beigetragen haben. Die ersten Aufnahmen fanden 1966 statt; inzwischen sind 58 Personen in die Hall of Fame der BCA aufgenommen.

## Aufnahmekriterien
Es gibt derzeit drei Mindest-Aufnahmekriterien:
- Mindestalter von 40 Jahren
- Profikarriere seit mindestens 10 Jahren
- signifikante Erfolge bei Turnieren in den Vereinigten Staaten

Spieler oder Spielerinnen, auf die diese Kriterien zutreffen, können vom USBMA Hall of Fame Board in die Kategorie „Greatest Players“ gewählt werden. Der Spieler bzw. die Spielerin mit dem höchsten Prozentsatz an Zustimmung wird in die Hall of Fame eingeführt. Zusätzlich kann eine zweite Person in die Hall of Fame eingeführt werden, wenn auch deren Prozentsatz bei über 70 % Zustimmung liegt.

## Mitglieder der Hall of Fame

### Kategorie „Greatest Players“

#### Aufnahme 1966–1980
| - Ralph Greenleaf 1966 - Willie Hoppe – 1966 - Welker Cochran – 1967 - Alfredo de Oro – 1967 - Willie Mosconi – 1967 - Jacob Schaefer senior – 1968 - Jacob Schaefer junior – 1968 | - Harold Worst – 1970 - Johnny Layton – 1974 - Frank Taberski – 1975 - James Caras – 1977 - Irving Crane – 1978 - Steve Mizerak – 1980 - Dorothy Wise – 1980 |

#### Aufnahme 1981–1999
| - Joseph Balsis – 1982 - Luther Lassiter – 1983 - Jean Balukas – 1985 - Lou Butera – 1986 - Erwin Rudolph – 1987 - Andrew Ponzi – 1988 - Mike Sigel – 1989 - John Moses Brunswick – 1990 - Nick Varner – 1992 | - Eddie Taylor – 1993 - Ray Martin – 1994 - Jimmy Moore – 1994 - Cisero Murphy – 1995 - Dallas West – 1996 - Arthur Cranfield – 1997 - Ruth McGinnis – 1997 - Larry Johnson – 1999 |

#### Aufnahme 2000–2010
| - Buddy Hall – 2000 - Robert Byrne – 2001 - Raymond Ceulemans – 2001 - Loree Jon Jones – 2002 - James Rempe – 2002 - Ed Kelly – 2003 - Efren Reyes – 2003 - Ewa Mataya Laurance – 2004 - Robin Bell Dodson – 2005 | - Earl Strickland – 2006 - Sang Chun Lee / – 2007 - Allen Hopkins – 2008 - Allison Fisher – 2009 - Johnny Archer – 2009 - Francisco Bustamante – 2010 - Terry Bell – 2010 - Larry Hubbart – 2010 |

#### Aufnahme 2011–2020
| - Danny DiLiberto – 2011 - Ralf Souquet – 2011 - Karen Corr – 2012 - Jeanette Lee – 2013 - Barry Hearn – 2013 - Mika Immonen – 2014 - Oliver Ortmann – 2014 - Jose Parica – 2014 - Charles Ursitti – 2015 | - Rodney Morris – 2016 - Belinda Calhoun – 2016 - Tom Rossmai – 2017 - Darren Appleton – 2017 - Kim Davenport – 2018 - Gerda Hofstätter-Gregerson – 2018 |

## Kategorie „Meritorious Service“
| - Charles Peterson – 1966 - Benjamin Nartzik – 1967 - Herman J. Rambow – 1969 - John Wesley Hyatt – 1971 - Rudolph Wanderone Jr. – 1984 - John Moses Brunswick – 1990 | - Walter Tevis – 1991 - Michael Phelan – 1993 - Robert Byrne – 2001 - George Balabushka – 2004 - Mike Massey – 2005 - Pat Fleming – 2008 |